# نزلة شادي
قرية نزلة شادي هي إحدى القرى التابعة لمركز سمالوط بمحافظة المنيا في جمهورية مصر العربية. حسب إحصاءات سنة 2006، بلغ إجمالي السكان في نزلة شادي 5416 نسمة، منهم 2841 رجلا و2575 امرأة.